# Tephrosia flammea
Tephrosia flammea är en ärtväxtart som beskrevs av George Bentham. Tephrosia flammea ingår i släktet Tephrosia och familjen ärtväxter. Inga underarter finns listade i Catalogue of Life.